# Juan Givanel
Juan Givanel y Mas (Barcelona, 30 de noviembre de 1867 - 19 de diciembre de 1946) fue un filólogo, erudito, crítico literario y cervantista español.

## Biografía
Juan Givanel Mas y Gaziel estudió en su ciudad natal Filosofía y Letras y fue alumno aventajado de Manuel Milá y Fontanals. Más tarde se dedicó a las ciencias, y abandonó el estudio intenso de la Química por el de las Bellas Artes. Aconsejado por Clemente Cortejón, se dedicó al estudio y comentario de la literatura y los clásicos castellanos. En mayo de 1915 el Instituto de Estudios Catalanes le encargó la elaboración del Catálogo de la colección cervantina Bonsoms de la Biblioteca de Cataluña. El 17 de febrero de 1933 fue nombrado conservador de la colección cervantina de la Biblioteca de Cataluña, labor que desempeñó hasta su muerte. Fue miembro correspondiente de la Hispanic Society of America (1943), de la Academia Barcelonesa de Buenas Letras (1917) y miembro honorario de The American Association of Teachers of Spanish (1918).

## Obras
Entre otros trabajos, llevó adelante la edición crítica del Quijote que Cortejón dejó abandonada a su muerte en 1911. Como cervantista se le deben los trabajos Comentarios al capítulo XLI de la segunda parte de Don Quijote (1911), Una edición crítica del Quijote (1907), Una mascarada quijotesca celebrada en Barcelona en 1633 (1915), Tres documents inedits referents al Don Quijote (1916), La obra literaria de Cervantes (1917), Doce notas para un nuevo comentario al Don Quijote (1920), El Tirant lo Blanch y Don Quijote de la Mancha (1921), Cataleg de la Coleccio cervantica Bonsoms (tres volúmenes editados por el Instituto de Estudios Catalanes) y las notas que realizó junto a Juan Suñé Benages para el tomo sexto y último (1913) de la edición de Don Quijote que Cortejón dejó inconclusa a su muerte en 1911. Otras obras importantes en este campo fueron su Examen de ingenios, I: Apostillas, comentarios y glosas al comentario del "Don Quijote" editado por D. Francisco Rodríguez Marín (Madrid, 1912) y una Historia gráfica de Cervantes y del Quijote Madrid: Editorial Plus-ultra, 1946. Son interesantes sus Comentarios al folleto "Lo cervantisme à Barcelona" Barcelona: Imp. J. Roca Gual, 1901, que alude al opúsculo de Francesc Carreras y Candi (1862-1937) Cervantisme à Barcelona, y, sobre todo, su Estudio crítico de la novela caballeresca Tirant lo Blanch (1912).
Escribió numerosos artículos y ensayos sobre literatura española en las revistas Ateneo, España y América, Estudis Universitaris Catalans, Quaderns d'Estudi etcétera. Algunos de los autores y temas que estudió fueron Benito Pérez Galdós, José María de Pereda, Juan Valera, Armando Palacio Valdés, Vicente Blasco Ibáñez, la novela caballeresca, la poesía mística, la novela picaresca, la prosa epistolar etc.
- Datos: Q6299897